# Массон, Андре
Андре Массон (фр. André Masson, 4 января 1896, Баланьи-сюр-Терен, Уаза — 28 октября 1987, Париж) — французский живописец и график.

## Биография
Вырос в Бельгии, начал изучать изобразительное искусство в возрасте одиннадцати лет в Академии изящных искусств в Брюсселе под руководством Константа Монтальда. С 1912 года обосновался в Париже, познакомился с Максом Жакобом. Участвовал в Первой мировой войне, был тяжело ранен (1917), несколько месяцев провёл в госпиталях, и в 1919 году был освобождён от воинской повинности. В 1922 году Массон поселился на Монпарнасе и снял под мастерскую маленькое помещение на улице Блюме. В том же году у него приобрели несколько работ Гертруда Стайн и Э. Хемингуэй. В 1923 году познакомился с Хуаном Миро, Антоненом Арто, Мишелем Лейрисом, вошёл в круг сюрреалистов (в 1929 году порвал отношения с Бретоном). Принял участие в Первой сюрреалистической выставке, которая состоялась в Галерее Пьер. В 1924 году подружился с Жоржем Батаем, в дальнейшем иллюстрировал его книги, сотрудничал в журнале «Ацефал», глубоко воспринял его философию эроса и насилия. В 1934—1936 годах жил в Испании, с 1940 по 1945 год — в США.
Работы Массона хранятся в крупнейших музеях, включая Музей Гуггенхейма в Нью-Йорке и Центр Помпиду в Париже.

## Творчество
Ранние работы выполнены в стиле кубизма. Впервые выступил сценографом в постановке балета-симфонии Л. Ф. Мясина «Предзнаменования» (1933). Массон глубоко повлиял на становление абстрактного экспрессионизма в Америке. После возвращения во Францию продолжил работу в театре, в книжной иллюстрации, расписал плафон парижского театра Одеон (1964). Лауреат Национальной художественной премии (1954). Художник выступил в качестве камео в посвящённом ему документальном фильме Жана Гремийона «Андре Массон и четыре стихии» (1958).

## Семья
- Диего Массон (род. 1935) — сын, дирижёр, перкуссионист
- Луи Массон — второй сын, актёр[3]
- Лили Массон (род. 1920—2019) — дочь, художница

## Массон о живописи и о себе
- Entretiens avec Georges Charbonnier. Paris: Julliard, 1958.
- Les années surréalistes: Correspondance 1916—1942. Paris: La Manufacture, 1990.
- Le rebelle du surréalisme: écrits. Paris: Hermann, 1994.
- Отблески воспоминаний [об Антонене Арто]// Иностранная литература, 1997, № 4, с.235
- Müller-Yao M.H. Der Einfluß der Kunst der chinesischen Kalligraphie auf die westliche informelle Malerei. Bonn; Köln 1985.
- Ades D. André Masson. New York: Rizzoli, 1994.
- С. Зенкин. Конструирование пустоты: миф об Ацефале // Предельный Батай: Сб. статей. — СПб.: Изд-во С.-Петерб. ун-та, 2006, с. 118—131

## О художнике
- Limbour G., Leiris M. André Masson et son univers. Lausanne: Les Trois collines, 1947.
- Limbour G. André Masson, dessins. Paris: Editions Braun, 1951.
- Passeron R. André Masson et les puissances de signe. Paris: Editions Denoël, 1975.